# سيدسرا (مقاطعة فومن)
سيدسرا (بالفارسية: سیدسرا) هي قرية تقع في قسم غوراببس الريفي في إيران. يقدر عدد سكانها بـ 411 نسمة بحسب إحصاء 2016.